# プラネット・テラー in グラインドハウス
『プラネット・テラー in グラインドハウス』（英: Planet Terror）は、2007年のアメリカ合衆国のアクション・ホラー映画。監督はロバート・ロドリゲス、出演はローズ・マッゴーワンとブルース・ウィリスなど。
アメリカ国内とカナダでは、本作「プラネット・テラー」は「デス・プルーフ」とともに2本立て映画『グラインドハウス』として公開された。アメリカとカナダ以外では公開時にカットされたシーンを加え、1本の作品とした本作が公開された。
なお、『グラインドハウス』には実在しない映画の予告編が数本入っており、その中の1本「マチェーテ」（Machete）の予告編が本作の冒頭にも入っている。『マチェーテ』は後に本編化され、2010年9月3日に北米で公開された。

## ストーリー
テキサスの田舎町のある夜、J.T.（ジェフ・フェイヒー）のバーベキュー・レストランにやって来たゴーゴーダンサーのチェリー・ダーリン（ローズ・マッゴーワン）は、元恋人の解体屋レイ（フレディ・ロドリゲス）と再会した。
その頃、軍の部隊長マルドゥーン（ブルース・ウィリス）と生物化学の科学者アビー（ナヴィーン・アンドリュース）の取り引き中に、生物兵器DC2（コードネーム「プロジェクト・テラー」）のガスが噴き出してしまう。町中にDC2が拡がり、感染者がゾンビと化して人々を襲い始めた。チェリーはゾンビに右脚を喰われるも、レイに助けられ、失った箇所にテーブルの脚をはめて、脱走に成功した。
その後、チェリーは右脚にマシンガンをはめ、もみ消しに来た兵士やゾンビたち相手に奮闘するのであった。

## キャスト
役名（簡単な説明）、俳優、日本語吹替。
- チェリー・ダーリン - ローズ・マッゴーワン（岡本麻弥）
- エル・レイ - フレディ・ロドリゲス（中井和哉）
- ウィリアム・ブロック（医師） - ジョシュ・ブローリン（手塚秀彰）
- ダコタ・マクグロウ・ブロック（医師） - マーリー・シェルトン（玉川砂記子）
- トニー・ブロック（ウィリアムとダコタの息子） - レベル・ロドリゲス
- アール・マクグロウ（テキサス・レンジャー、ダコタの父） - マイケル・パークス（大塚周夫）
- J.T.ヘイグ（バーベキュー・レストラン「ボーン・シャック」店主） - ジェフ・フェイヒー（小川真司）
- ヘイグ（保安官） - マイケル・ビーン（佐々木勝彦）
- トロ（副保安官） - トム・サヴィーニ（駒谷昌男）
- カルロス（副保安官） - カルロス・ガラルドー
- アビー（科学者） - ナヴィーン・アンドリュース（江川央生）
- マルドゥーン（中尉） - ブルース・ウィリス（内田直哉）
- 兵士（レイプ魔） - クエンティン・タランティーノ（青山穣）
- タミー（レズビアン） - ファーギー（北西純子）
- 架空の映画『マチェーテ』の予告や劇中内のテレビ映画ナレーター - コーリー・バートン（中田譲治）

## 公開
アメリカでは、2007年4月6日に2本立ての『グラインドハウス』として2624館で公開され、週末興行成績で初登場4位になった。
日本では、アメリカ公開版『グラインドハウス』が同年8月24日から31日までの8日間限定でTOHOシネマズ 六本木ヒルズとTOHOシネマズ なんばの2館で公開された。その後、9月22日から『プラネット・テラー in グラインドハウス』がTOHOシネマズとみゆき座系列ほかで全国公開された。
『グラインドハウス』のもう1編「デス・プルーフ」（監督クエンティン・タランティーノ）は、『デス・プルーフ in グラインドハウス』として9月1日からTOHOシネマズとみゆき座系列ほかで全国公開された。

## 評価
レビュー・アグリゲーターのRotten Tomatoesでは29件のレビューで支持率は76%、平均点は6.40/10となった。